# Norman Farquharson
Pour les articles homonymes, voir Farquharson.
Norman Farquharson est un joueur sud-africain de tennis né le 18 juillet 1907 à Johannesburg et décédé le 11 août 1992 à Durban.

## Carrière
Il parvient 2 fois en finale de double à Roland-Garros en 1931 avec Vernon Kirby contre George Lott / John Van Ryn puis en 1937 avec Vernon Kirby contre Gottfried von Cramm / Henner Henkel.
Finaliste en double mixte à Wimbledon en 1933 avec la britannique Mary Heeley contre Gottfried von Cramm / Hilde Krahwinkel.
Victoires sur Fred Perry en 1933 à Wimbledon (7-5, 6-1, 3-6, 4-6, 6-4).
Il joue en Grand Chelem sur une période de 20 ans de 1927 à 1947 (40 ans).

### Coupe Davis
Il joue 12 rencontres en 1929, 1931, 1933, 1935, 1937 (années impairs). 4 victoires pour 7 défaites en simple et 9 victoire pour 3 défaites en double.

### Titres en simple (5)
- 1931 Southern Transvaal championship, bat Vernon Kirby
- 1933 Southern Transvaal championship, bat Roy Malcolm
- 1934 Johannesburg, bat Roy Malcolm
- 1935 Southern Transvaal championship, bat Gordon Harris
- 1935 Johannesburg, bat Vernon Kirby

### Finales en simple (4)
- 1931 Peebles (Écosse), perd contre Vernon Kirby
- 1940 Southern Transvaal championship, perd contre Eric Sturgess
- 1946 Maritzburg, perd contre Eric Sturgess
- 1946 Johannesburg, perd contre Eric Sturgess

## Référence
1. ↑  http://www.tennisarchives.com/coureurfiche.php?coureurid=1506 Tennis Archives

## Liens Externes
- (en) Norman Farquharson sur le site officiel de la Fédération internationale de tennis
- (en) Norman Farquharson sur le site officiel de la Coupe Davis